# Hôtel de Conti
Hôtel de Conti, též Palais Conti byl městský palác v Paříži. Nacházel se na levém břehu na Quai de Conti v 6. obvodu. Palác byl sídlem princů Conti, mladší větve Bourbon-Condé a princů královské krve. Palác byl zbořen v 18. století. Druhý palác, který užívala knížata Conti, se nachází v 7. obvodu.

## Historie
Palác byl postaven na nábřeží Seiny přes řeku naproti Louvru. Jako sídlo rodiny Conti sloužil až do roku 1733. V paláci se narodil Louis Armand I., princ z Conti (1661–1685). François Louis, princ z Conti se zde narodil v roce 1664 a zemřel zde v roce 1709. Jeho manželka Marie Tereza Bourbonská zde zemřela v roce 1732. Ta pověřila architekta Roberta de Cotte úpravou paláce. Po její smrti snacha Luisa Alžběta Bourbonská později koupila jiný palác, kam se přestěhovala. Hôtel de Conti posléze získal její švagr Ludvík August, vévoda z Maine, který ho nechal zbořit. 